# Віт Луканійський
Віт, або Віт Луканійський (лат. Vitus, італ. Vito di Lucania), відомий також як Святи́й Віт (лат. Sanctus Vitus) — римський мученик періоду раннього християнства, християнський святий. Був убитий у 303 році. Пам'ять святого Віта здійснюється у православній церкві 16 травня та 15 червня (за юліанським календарем), у католицькій церкві — 15 червня.

## Життєпис
Достовірних історичних свідчень про життя та мучеництво святого Віта не збереглось. Згідно з церковним переказом св. Віт був семирічного (за іншими джерелами дванадцятирічного) віку, сином римського сенатора-язичника з Сицилії. Хлопець прийняв християнство під впливом свого наставника. Його було вбито у часи переслідувань християн, здійснюваних римськими імператорами Діоклетіаном та Максиміаном.
За переказами Віт вирушив до Рима, де зцілив імператора Діоклетіана. Та, коли хлопець відмовився молитися римським богам, його схопили знову й кинули на поталу левам, які, однак, не доторкнулися до праведного юнака. Тоді Віта посадили у казан із киплячою олією.
З невідомих причин у XVI столітті в Німеччині існувало повір'я, згідно з яким позбавитись від недуг було можна, танцюючи перед статуєю святого Віта у день його іменин. Для декого такі танці ставали справжньою манією, і вже згодом звичні танці почали плутати з хореєю — нервовим захворюванням, яке отримало другу назву «танець святого Віта».

## Галерея

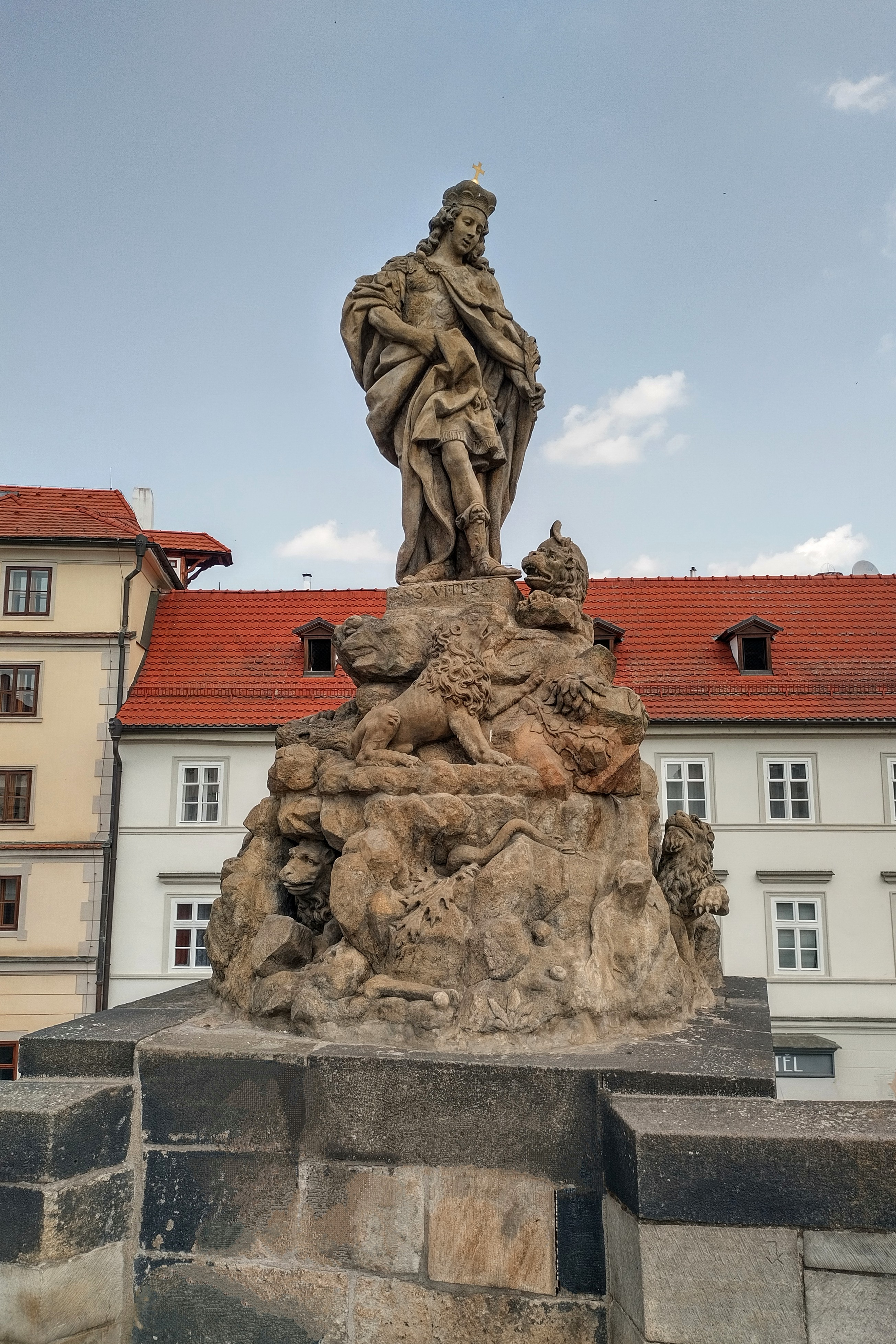
Св. Віт. Карлів міст, Прага
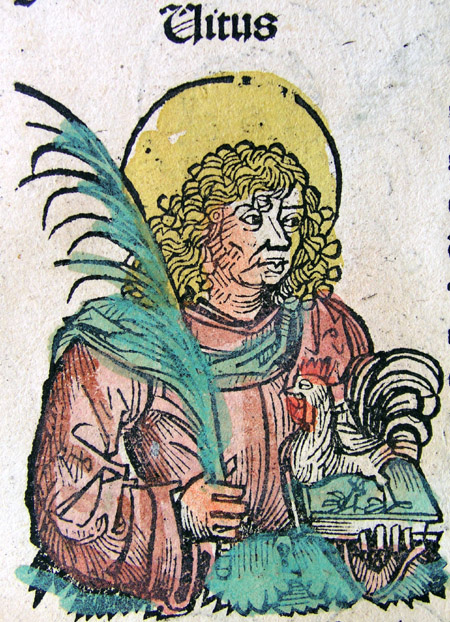
Св. Віт. Нюрнберзька хроніка (1493)
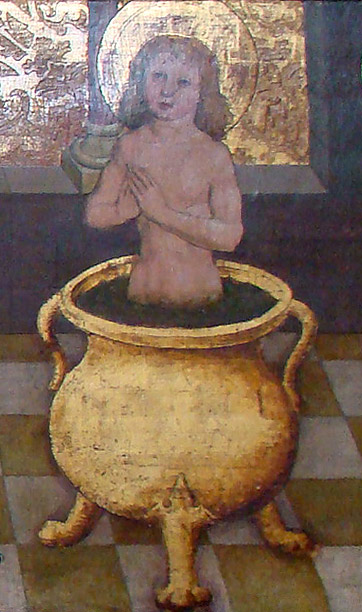
Мучеництво Св. Віта. Фрагмент пределли Вайтсальтарів у Вайтскірхе у Фляйні (1514/1517)